# قصف الصويرة
قصف الصويرة هو هجوم بحري شَنَّته مملكة فرنسا على مدينة الصويرة المغربية في 15 و16 أغسطس 1844، وذلك في إطار الحرب الفرنسية المغربية التي كان سببها الدعم الذي كان يقدمه السلطان عبد الرحمان بن هشام لعبد القادر الجزائري.
أرسلت الحكومة الفرنسية سِربا بحريا مكونا من 15 سفينة تحت قيادة فرَنسوا أُرليان مُتَّجِها نحو الصويرة عَقِب قصفه لطنجة.

## ما قبل المعركة

### القوات الفرنسية
تكون الاسطول الفرنسي في هذه المعركة من 3 سفن وفرقاطة إضافة إلى بعض المراكب (البخارية). وضم الأسطول في صفوفه قرابة 1200 رجل. انطلق الاسطول من مدينة (تولون) في أواسط شهر يونيو من سنة 1844
لاحقا انضمت سفن حربية أخرى لهذا الاسطول من أجل تدعيمه في مواجهة الجيش المغربي.
قائد الاسطول الفرنسي (فرنسوا فرديناند) أمير (جوانفيل) وهو ثالت أبناء الملك الفرنسي (لويس فليب) كان حينها يبلغ من العمر 26 سنة حينما تولى قيادة الاسطول الفرنسي، بعد أن مر بميناء وهران والتقى بالمريشال (بيغود) الحاكم العام للجزائر انطلق في البداية إلى (الجزيرة الخضراء) ثم (قادش) في الساحل الأسباني في بداية شهر يوليوز ثم انطلقت نحو السواحل المغربية

### القوات المغربية
كانت مدينة (موكادور) تتوفر على العديد من قطع المدفعية الساحلية المتمركزة أساسا في صقالة القصبة وكذلك على الجزيرة المقابلة لها.
كانت الجزيرة المقابلة للمدينة والتي تحمل كذلك اسمها (جزيرة موكادور) تتوفر على ثلات مواقع مدفعية ذات قوة كبيرة وكانت متمركزة اساسا حول مسجد الجزيرة. اما الحامية العسكرية في الجزيرة فكانت متكونة من 320 جنديا من نخبة قوات المدفعية المغربية تحت قيادة القائد (الحاج العربي الطريس)
واليكم تمركز المدفعية المغربية لحماية موكادور
1. جزيرة موكادور (الجزيرة الصغيرة): 8 قطع
2. بطاريات البحرية (الوردينية): 24 قطعة
3. الساحة المربعة: 2 ال 4 قطع
4. القنطرة الحجرية: 4 قطع
5. باب البحرية 4 قطع
6. باب القصبة: 5 قطع
7. قصبة الصقالة: 40 قطعة
8. برج البرميل: 4 قطع
9. ساحة سيدي مجدول
10. باب دكالة
11. بطارية المريسي
12. بطارية الجامع
13. بطارية مولاي ابن ناصر
14. بطارية الدليمي
15. بطارية فروان

## المعركة

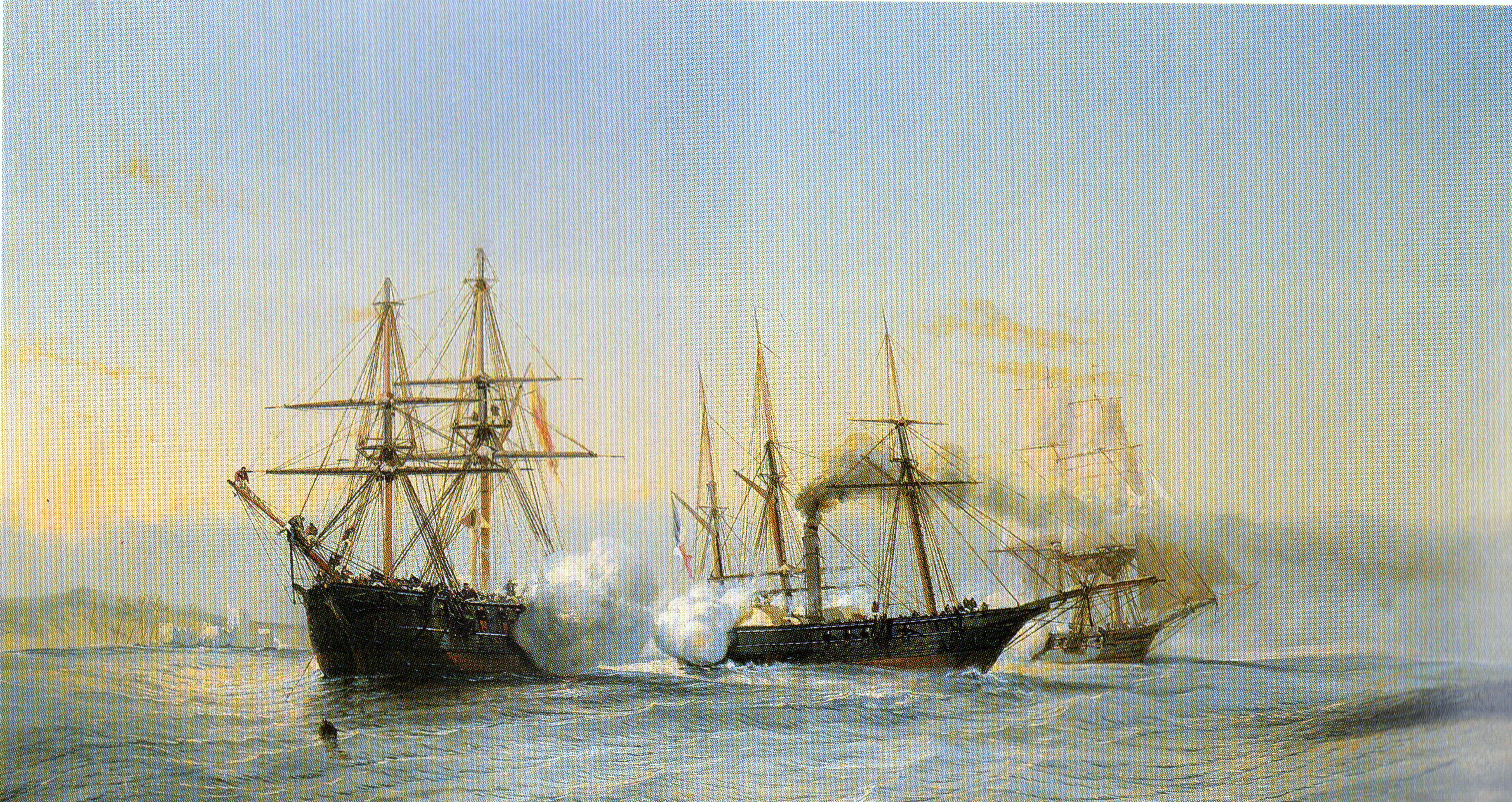
قتال بحري بين سفن مغربية وكورفيت بخاري فرنسي في قصف مكادور.

تصادف وصول الاسطول الفرنسي إلى سواحل (موكادور) في 11 من أغسطس بهبوب عاصفة قوية قادمة من الشمال والتي استمرت طوال أيام، وفور ظهور الاسطول في سواحل المدينة اتصل القنصل الإنجليزي (ريشاردسون) بمسؤوليه ليخبرهم ان جميع الفرنسيين المقيميين غادروا المدينة مخافة العواقب المترتبة على القصف المتوقع في خلال المعارك. كما اخبرهم انه بالإضافة إلى إنجليزي اخر منعوا من المغادرة من طرف السلطات المغربية ماداموا لم يدفعوا ما بذمتهم للدولة المغربية حيث كانوا يدينون بقرابة 3 ملايين فرنك مغربي. ارسلت إنجلترا سفينتها العسكرية Warspite من اجل مراقبة الاوضاع أو حتى التدخل الا انها ضلت عاجزة ولم تستطع انقاد مواطنيها المحتجزين من قبل السلطات المغربية.توقف الاسطول الفرنسي امام سواحل (موكادور) بعد مكابدته لمشاق كثيرة على اثر العواصف البحرية التي ضربت السواحل المغربية وطوال ثلاثة أيام متواصلة ضلت السفن الحربية الفرنسية راسية على مقرية من السواحل وبسبب سوء الاحوال الجوية ضلت غير قادرة على التواصل مع بعضها.

### احتلال الجزيرة

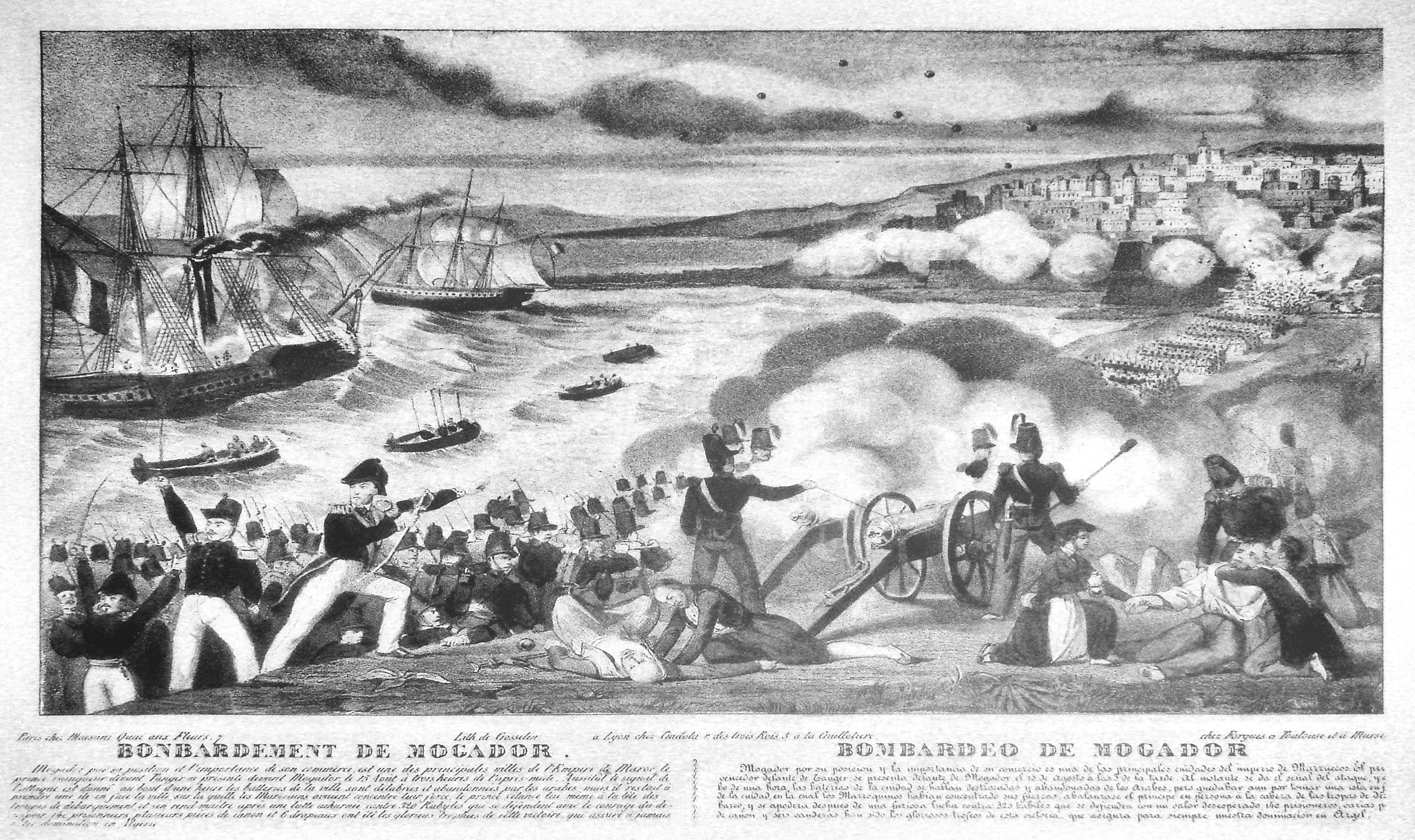
قصف موكادور. استخدام لمدافع هاون والبحرية.

بدا الطقس يوم 15 أغسطس بالتحسن مما سمح بالتواصل بين افراد طواقم الاسطول وفي ظرف الساعتين وبامر من امير (جوان فيل) بدأ الاسطول في التحرك.
أول سفينة كانت (لوتريستون) والتي تحركت باتجاه غرب المدينة حيث توجد بطاريات مدافع سلاح البحرية. ثم لحقتها سفينتي (سوفران) و (جيمباس). فور تمركز هذه السفن الثلات بدأت مباشرة بالقصف.
من جهة أخرى تلقت اربع فرقاطة وهي (لابيل بول) و (بريك لو كاسار) و (لوفولاج) و (الارغوس) الامر بالدخول إلى ميناء المدينة وهو ما يعني انهم سيكونون في وضع استراتيجي يجعلهم بين نيران القوات المغربية المتمركزة في ميناء المدينة والحامية العسكرية المغربي على الجزيرة الصغيرة
بدأت المعركة البحرية البرية صبيحة يوم 15 أغسطس بامر من الاميرال امير جوان فيل. قامت القوات الفرنسية بقصف الجزء الامامي من التحصينات المغربية إضافة إلى بعض القوات المتفرقة فيما رد المغاربة بكل قوة من خلال جميع اسلتحهم المتمركزة في السواحل. وكان الاشتباك قويا لدرجة كبيرة حيث استمر القصف المتبادل قرابة الساعتين من الزمن دون أي توقف من الجانبين.
على الساعة الخامسة مساءا سحبت أو دمرت اغلب اسلحة المدفعية في المدينة فتوقف القصف من جانب قوات المدينة.ظلت الحامية العسكرية الموجودة على الجزيرة وحدها صامدة
ولاجل ذلك، توجهت ثلات سفن فرنسية وهي (بلوتون) و (غاسندي) و (لو فار) امام الجزيرة في محاولة لاقتحامها. وكانت تحمل على متنها 500 جندي فرنسي.
على الساعة ل5.30 قامت القوات الفرنسية بانزال جنودها ل 500 إلى الجزيرة تحت وابل من الرصاص من جنود الحامية العسكرية المغربية البالغ عددهم 320 جندي ونجح الفرنسيون في تسلق تلة شديدة الانحدار باتجاه وسط الجزيرة امام مقاومة حادة من المغاربة. الا انه وامام قوة ضربات المدفعية الفرنسية اضطر جنود الحامية المغربية إلى التراجع عن مواقعهم الامامية، ثم انسحب عدد منهم إلى بعض التحصينات العسكرية فيما تحصن اغلبهم داخل مسجد الجزيرة واستمرت الاشتباكات متواصلة داخل اروقة المسجد الذي حاصرته القوات الفرنسية من جميع الجهات وقد اشرف على العملية قائد الاسطول الفرنسي شخصيا. ولما رأى امير (جوانفيل) ان ثمن احتلال الجزيرة سيكون باهضا قرر التراجع عن محاصرة المسجد، لكن الفرنسيين نظموا تراجعهم بشكل جيد حيث انسحبت سفنهم فيما بقيت سفينة (لابيل بول) وظلت طيلة الليلة تقصف الميناء بشكل متقطع تحسبا لعودة قوات المدفعية المنسحبة إلى مراكزهم.
وكانت حصيلة المعارك اساسا على الجزيرة استشهاد 180 جنديا مغربيا من جنود الحامية المغربية ومقتل 14 جنديا فرنسيا وجرح 60 اخرين. فيما تعرضت سفن (جومباس) و (تريتون) و (فولاج) و (سوفران) لأضرار جزئية.

### دخول مدينة موكادور

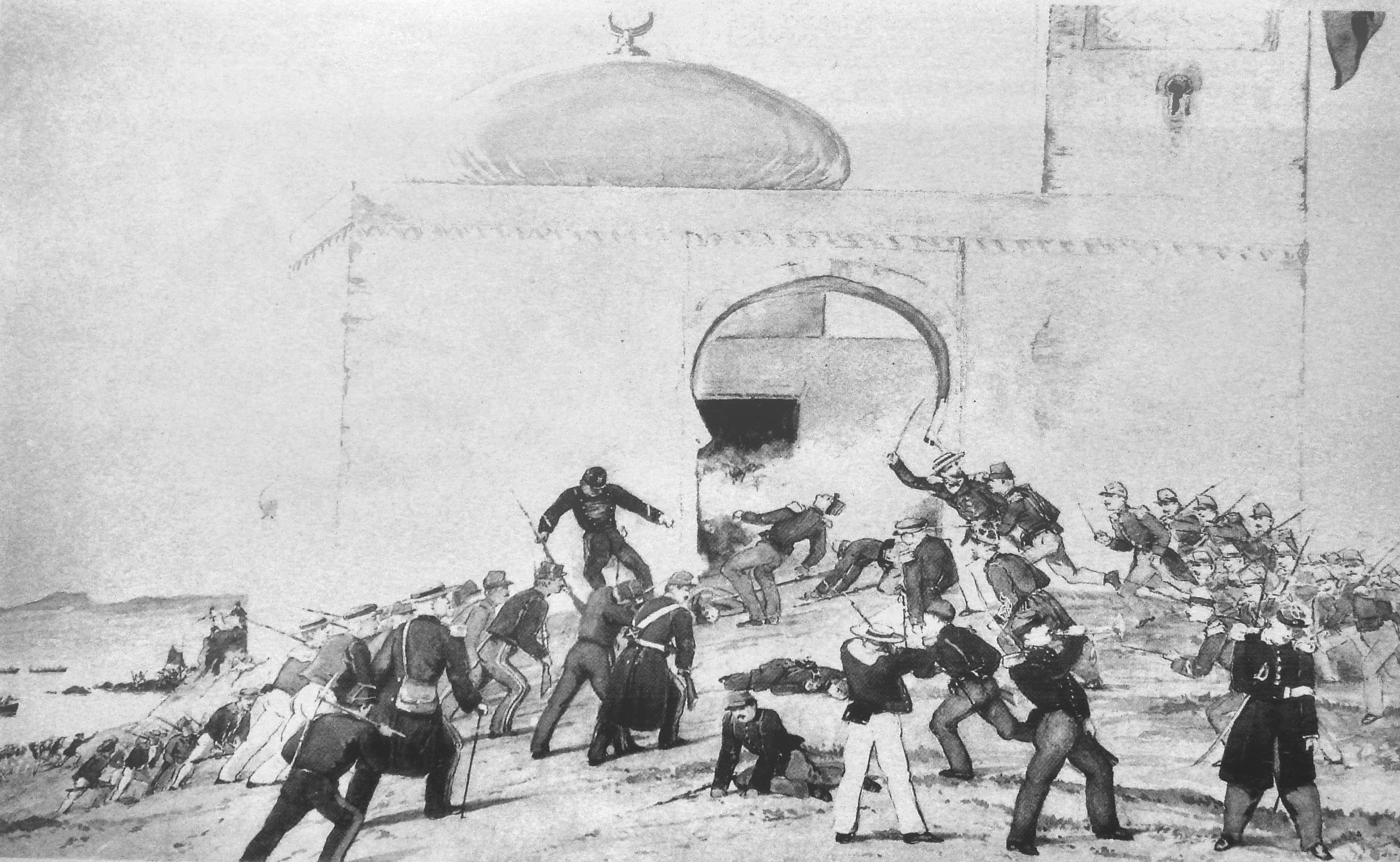
هجوم على المسجد في جزيرة موكادور ، 1844.

مع بداية الساعات الأولى ليوم 16 أغسطس عاد جنود الحامية العسكرية المتحصنون في المسجد (وعددهم 140 بينهم مايزيد عن 35 جريح) إلى تنظيم صفوفهم بقيادة القائد الحاج العربي توريس وبدأو في مغادرة تحصيناتهم داخل المسجد ومحاولة مهاجمة القوات الفرنسية على الجزيرة. الا ان محاولاتهم كانت بدون نتيجة ونظرا لنقص ذخيرتهم وارتفاع عدد الجرحى في صفوفهم اضطروا للاستسلام.
وتقديرا لشجاعتهم قدم قائد الاسطول الفرنسي شخصيا امير جوان فيل تحية خاصة لهم.

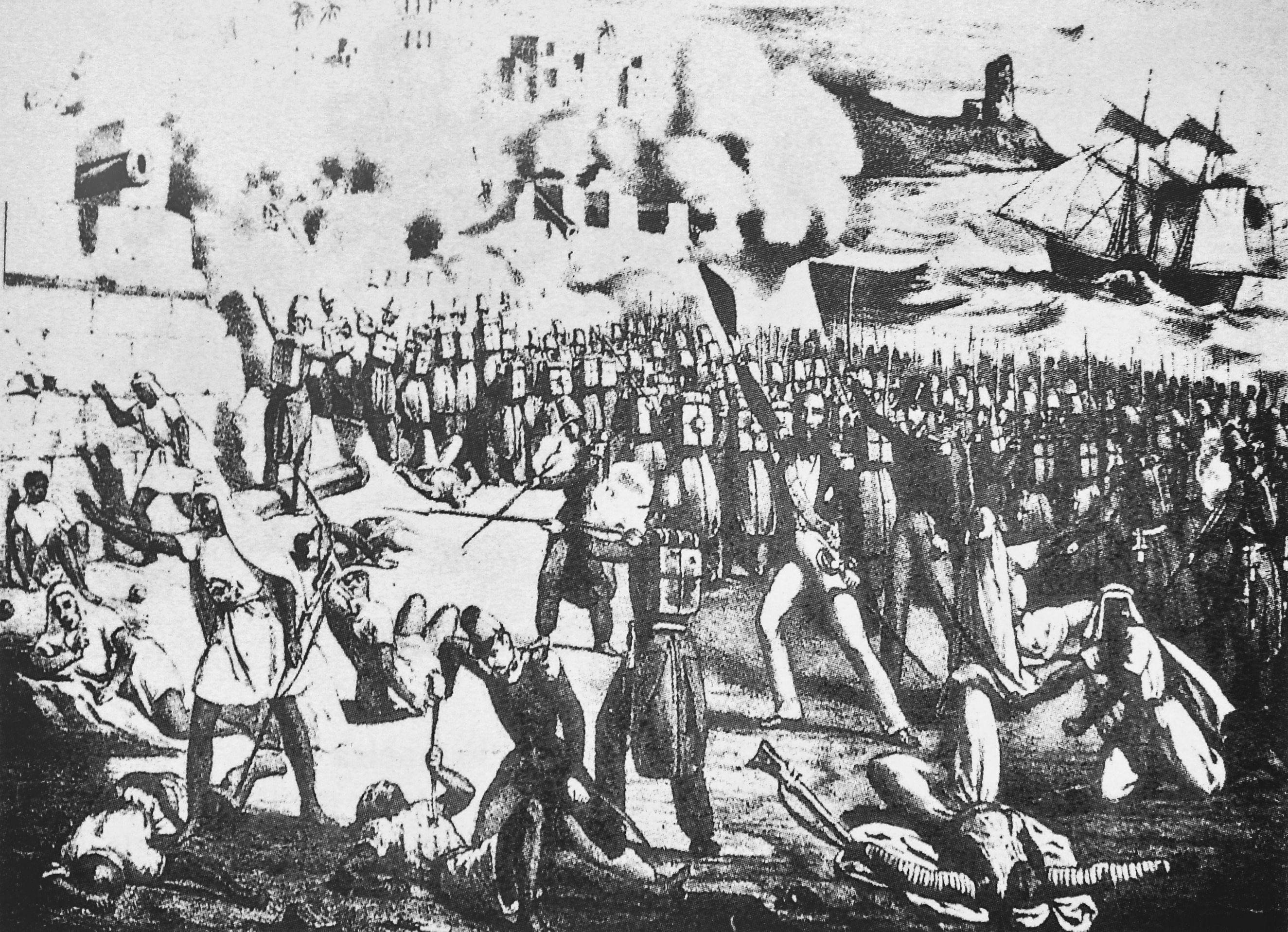
القوات الفرنسية تنزل في ميناء الصويرة

## ما بعد المعركة

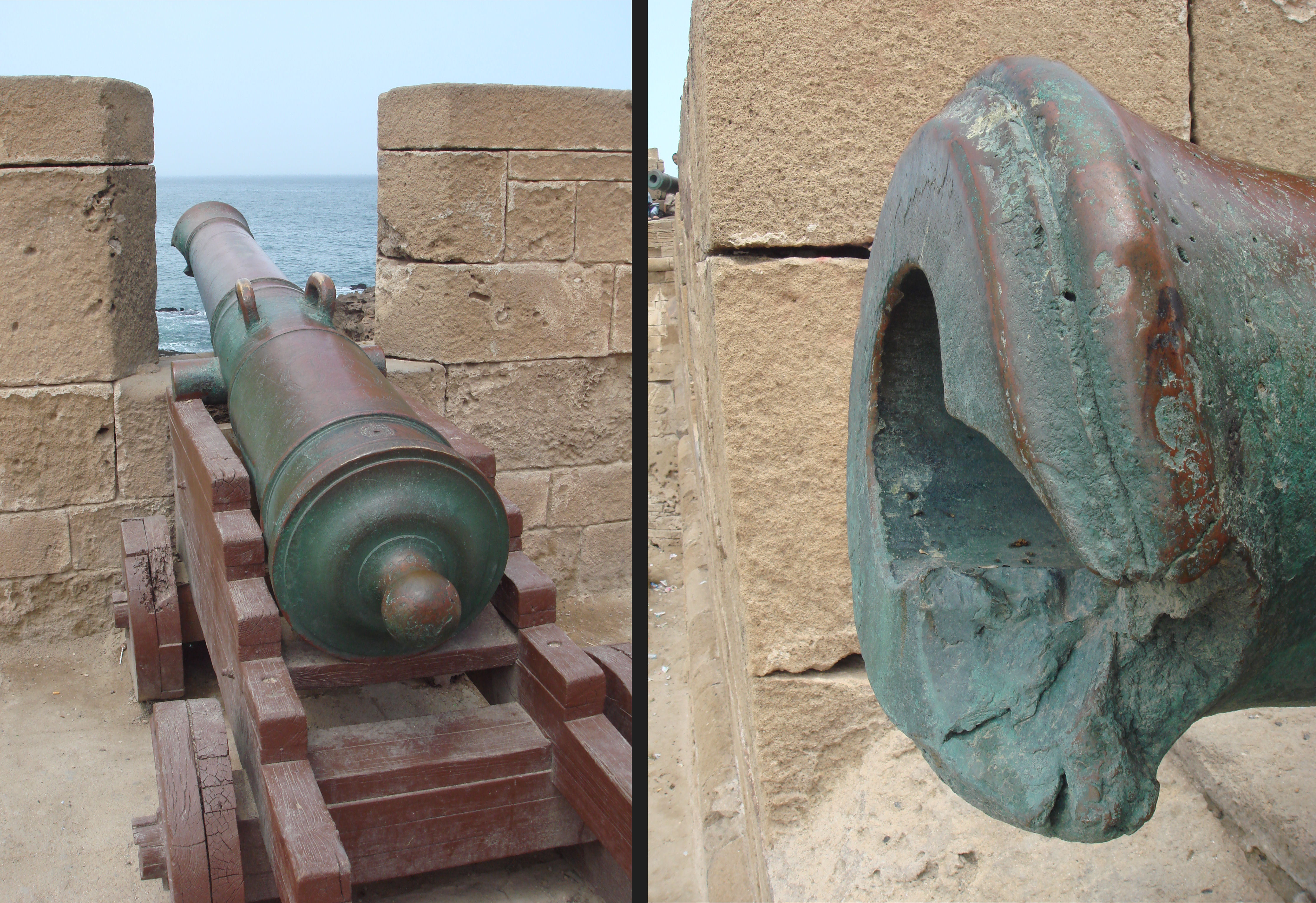
مدفع مغربي أصيب بقذيفة مدفعية فرنسية في قصف موكادور ، أغسطس 1844. كان هذا السلاح من صنع إسباني ، صنع في برشلونة عام 1781.

بعد انسحاب القوات المغربية من الساحل ونزوح سكان المدينة هددت قبائل (حاحا) الامازيغية المجاورة بغزو المدينة للتصدي للهجوم الفرنسي. فيما نجحت القوات الفرنسية في احتلال ساحل المدينة والميناء وقامت قوات جوان فيل بنهب مخازن جمارك موكادور فيما قامت بتدمير واغراق أكثر من 120 مدفع تابعة للجيش المغربي عقب احتلال الميناء والقصبة
أعلن وقف اطلاق النار يوم 22 أغسطس 1844 تمهيدا للمفاوضات بين الحكومتين المغربية والفرنسية للتوصل إلى الصلح. انسحب الاسطول الفرنسي في نفس اليوم فيما ظلت بضع سفن راسية في مدخل ميناء المدينة لاغلاقه وظل هناك 500 جندي على الجزيرة.
في 17 سبتمبر انسحبت جميع القوات الفرنسية بعد توقيع اتفاقية السلام. دمر ما تبقى من مدافع الجيش المغربي على الجزيرة.
بعد سنة كاملة من المعركة أُجري تبادل للأسرى بين الجانبين وقامت سفينة فرنسية بالرسو في ميناء (موكادور) من اجل تسليم ابطال الحامية العسكرية المغربية لجزيرة موكادور وعلى رأسهم القائد الحاج العربي توريس. وجرى اقامة احتفال رسمي على شرفهم حضرته السلطات والسكان وقد كان احتفالا مليئا بالمشاعر حيث تعالت الزغاريت والتكبير والدموع.

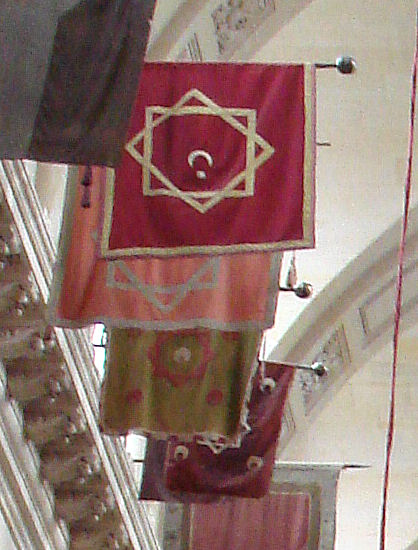
الأعلام المغربية في ليزانفاليد، باريس.